# برديصان
برديصان أو برديسان (بالسريانية: ܒܪܕܝܨܢ بَرد݇يصان، 154 - 222) كان عالم وفيلسوف وشاعر وفلكي سرياني غنوصي. يعتبر من أهم الفلاسفة والشعراء الذين كتبوا بالسريانية في العصور القديمة.

## حياته
ولد برديصان في مدينة الرها  لعائلة سريانية ثرية. وبحسب التقليد السرياني فوالداه كانا أصلا من سريان حدياب وكانت أمه حبلى به عندما هاجرت إلى الرها وولدته على ضفاف نهر ديصان المار بالرها لدى وصولهما إليها فسمياه برديصان أي بمعنى «ابن ديصان». وقد لقب نسبه المؤرخون الرومان والفرس القدماء إلى عدا مناطق فدعاه سيكستوس يوليوس أفريكانوس ب«البارثي» بينما لقبه فرفريوس بالبابلي، كما لقبه هيبوليطس الرومي بالإرمني وخصوصا في أواخر أيامه. أما مار افرام فلقبه ب«فيلسوف الآراميين» (بالسريانية: ܦܝܠܘܣܘܦܐ ܕܐܖ̈ܡܝܐ)‏. وخلال طفولته وشبابه تلقى برديصان تعليمه في بلاط أبجر بار معنو الثامن.
انتقل برديصان إلى منبج بسبب انتشار القلاقل السياسية في الرها وهناك تتلمذ على يد الكاهن الوثني أندوزبار الذي علمه الفلك كما تأثر برديصان بالفلسفة بالبابلية التي كانت منتشرة هناك حنذاك. في الخامسة والعشرين حدث أن سمع برديصان موعظة ل«هيستاسبس» أسقف الرها فتأثر بها وتعمد على يده بل حتى أنه أصبح شماسا وأشرف أن يصبح كاهنا. وخلال تلك الفترة تمكن تمكن رفيق طفولته أبجر التاسع من الوصول إلى الحكم في الرها فعاد برديصان إليها واحتل مركزا هاما في بلاطه. وأثناء اضطهاد كاراكلا للمسيحيين انتقل برديصان إلى جبال أرمينيا حيث حاول نشر المسيحية بينهم وألف كتبا عن حوليات ملوك الأرمن. وبقي فيها حتى وفاته سنة 222، في آني بأرمينيا أو بالرها.

## أفكاره
اختلف اللاهوتيون والمؤرخون حول اعتقادات برديصان وأفكاره، فبينما اتهمه السريان كأفرام السرياني وابن العبري بكونه هرطوقا جمع المسيحية بالديانات الوثنية وعلم الفلك. فبحسب كتاباته يبدوا أنه كان قد حاول ربط مبدأ الله بالقمر والشمس. في إحدى أشعار مار افرام يأتي على ذكر برديصان:
ويتفق العديد من المؤرخين أنه اعتنق المسيحية عن إيمان وأن رواية انجرافه وراء «بدعة فاليتينيان» ليست موثوقة. فرفيقه الملك أبجر كان أول ملك يجاهر بإيمانه فقام برديصان بالدفاع عنه من خلال كتاباته وهاجم الفرق الغنوصية التي كانت منتشرة حينها. ولما هاجم كركلا مملكة الرها بعد تحولها للمسيحية وحاول بعض المقربين من الرومان إقناعه بترك المسيحية غير أنه رفض وفر إلى أرمينيا وهو في الثالثة والستون حيث حاول نشر المسيحية بها. وبحسب ميخائيل الكبير فقد ولد لبرديسان ثلاثة صبيان، ساهموا بجانب والدهم في تشكيل أولى دعامات الموسيقى الكنسية السريانية.

## روابط خارجية
- برديصان على موقع الموسوعة البريطانية (الإنجليزية)